# Реалполитика
Реалполитика (од Lua грешка in package.lua at line 80: module 'Module:ISO 639 name/ISO 639-3 (dep)' not found.  real, са значењем „реалистично, практичном, актуелно”, and  Politik, са значењем „политика”) се односи на доношење или ангажовање у дипломатској или политичкој политици заснованој првенствено на разматрању датих околности и фактора, а не на стриктно везивање за експлицитне идеолошке појмове или моралне и етичке премисе. У том погледу, дели аспекте свог филозофског приступа са аспектима реализма и прагматизма. Често се једноставно назива прагматизмом у политици, нпр. „свођење прагматичне политике” или „реалистичне политике”.
Иако се често користи као позитиван и неутралан термин, термин Реалполитик се понекад користи и пејоративно са циљем да имплицира политичке политике које се доживљавају као принудне, аморалне или макијавелистичке. Истакнути заговорници Реалполитике током 20. века су Хенри Кисинџер, Џорџ Ф. Кенан, Збигњев Бжежински и Ханс-Дитрих Геншер, као и политичари као што су Шарл де Гол и Ли Гуангјао.